# Campeonato Mundial de Atletismo de 2009 - 800 m feminino
A prova dos 800 metros rasos feminino do Campeonato Mundial de Atletismo de 2009 foi disputada nos dias 16 (eliminatórias), 17 (semifinais) e 19 de agosto (final), no Olympiastadion, em Berlim.

## Recordes
Antes desta competição, os recordes mundiais e do campeonato nesta prova eram os seguintes:
| Tipo                  | Atleta                | Tempo   | Local     | Data                | Ref |
| --------------------- | --------------------- | ------- | --------- | ------------------- | --- |
|                       | Jarmila Kratochvílová | 1:53.28 | Munique   | 26 de julho de 1983 | ver |
| Recorde do campeonato | Jarmila Kratochvílová | 1:54.68 | Helsinque | 9 de agosto de 1983 | ver |

## Medalhistas
| Ouro                 | Prata                  | Bronze                 |
| Caster Semenya (RSA) | Janeth Jepkosgei (KEN) | Jennifer Meadows (GBR) |

## Resultados

### Eliminatórias
Estes são os resultados das eliminatórias. As 42 atletas inscritas foram divididas em seis baterias, se classificando para as semifinais as três melhores de cada bateria (Q), mais os seis melhores tempos no geral (q).
| Bateria 1 | Bateria 1                     | Bateria 1   | Bateria 1 |
| Pos.      | Atleta                        | Tempo       | Notas     |
| --------- | ----------------------------- | ----------- | --------- |
| 1         | RSA Caster Semenya            | 2:02.51 (Q) |           |
| 2         | USA Geena Gall                | 2:02.63 (Q) |           |
| 3         | UKR Tetiana Petlyuk           | 2:02.87 (Q) |           |
| 4         | MDA Olga Cristea              | 2:03.99     |           |
| 5         | GRN Neisha Bernard-Thomas     | 2:04.55     |           |
| 6         | AUS Madeleine Pape            | 2:05.85     |           |
| 7         | KEN Janeth Jepkosgei Busienei | 2:12.81     |           |

| Bateria 2 | Bateria 2               | Bateria 2   | Bateria 2 |
| Pos.      | Atleta                  | Tempo       | Notas     |
| --------- | ----------------------- | ----------- | --------- |
| 1         | RUS Mariya Savinova     | 2:03.27 (Q) |           |
| 2         | GBR Jemma Simpson       | 2:03.33 (Q) |           |
| 3         | ESP Mayte Martínez      | 2:03.39 (Q) |           |
| 4         | FRA Élodie Guégan       | 2:03.87 (q) |           |
| 5         | LTU Irina Krakoviak     | 2:04.26     |           |
| 6         | ROU Elena Mirela Lavric | 2:04.49     |           |
| 7         | MOZ Leonor Piuza        | 2:08.08     |           |

| Bateria 3 | Bateria 3            | Bateria 3   | Bateria 3        |
| Pos.      | Atleta               | Tempo       | Notas            |
| --------- | -------------------- | ----------- | ---------------- |
| 1         | UKR Yuliya Krevsun   | 2:02.20 (Q) |                  |
| 2         | GBR Jennifer Meadows | 2:02.47 (Q) |                  |
| 3         | USA Hazel Clark      | 2:02.67 (Q) |                  |
| 4         | SVK Lucia Klocová    | 2:02.98 (q) |                  |
| 5         | GUY Marian Burnett   | 2:03.89 (q) |                  |
| 6         | TUR Yeliz Kurt       | 2:13.42     |                  |
| 7         | MDV Aishath Reesha   | 2:28.00     | Recorde nacional |
|           | PLE Sanaa Abubkheet  | DSQ         |                  |

| Bateria 4 | Bateria 4                | Bateria 4   | Bateria 4 |
| Pos.      | Atleta                   | Tempo       | Notas     |
| --------- | ------------------------ | ----------- | --------- |
| 1         | ITA Elisa Cusma Piccione | 2:02.33 (Q) |           |
| 2         | POL Anna Rostkowska      | 2:02.37 (Q) |           |
| 3         | MAR Halima Hachlaf       | 2:02.46 (Q) |           |
| 4         | RUS Elena Kofanova       | 2:02.49 (q) |           |
| 5         | CZE Lenka Masná          | 2:03.32 (q) |           |
| 6         | GRE Eléni Filándra       | 2:06.39     |           |
| 7         | AND Natalia Gallego      | 2:18.75     |           |

| Bateria 5 | Bateria 5          | Bateria 5   | Bateria 5 |
| Pos.      | Atleta             | Tempo       | Notas     |
| --------- | ------------------ | ----------- | --------- |
| 1         | KEN Pamela Jelimo  | 2:03.50 (Q) |           |
| 2         | USA Maggie Vessey  | 2:04.07 (Q) |           |
| 3         | JAM Kenia Sinclair | 2:04.52 (Q) |           |
| 4         | COL Rosibel García | 2:04.73     |           |
| 5         | GER Jana Hartmann  | 2:04.99     |           |
| 6         | UKR Nataliia Lupu  | 2:06.74     |           |
| 7         | PNG Salome Dell    | 2:08.22     |           |

| Bateria 6 | Bateria 6           | Bateria 6   | Bateria 6            |
| Pos.      | Atleta              | Tempo       | Notas                |
| --------- | ------------------- | ----------- | -------------------- |
| 1         | CUB Zulia Calatayud | 2:02.33 (Q) |                      |
| 2         | MAR Hasna Benhassi  | 2:02.83 (Q) |                      |
| 3         | GBR Marilyn Okoro   | 2:03.07 (Q) |                      |
| 4         | RUS Svetlana Klyuka | 2:03.40 (q) |                      |
| 5         | ITA Daniela Reina   | 2:06.30     |                      |
| 6         | MRI Anabelle Lascar | 2:06.53     | Recorde da temporada |
| 7         | NZL Nikki Hamblin   | 2:31.94     |                      |

### Semifinais
Estes são os resultados das semifinais. As 25 atletas classificadas foram divididas em três baterias, se classificando para a final as duas melhores de cada bateria (Q) mais os dois melhores tempos no geral (q).
| Semifinal 1 | Semifinal 1         | Semifinal 1 | Semifinal 1          |
| Pos.        | Atleta              | Tempo       | Notas                |
| ----------- | ------------------- | ----------- | -------------------- |
| 1           | RUS Mariya Savinova | 1:59.30 (Q) |                      |
| 2           | UKR Yuliya Krevsun  | 1:59.38 (Q) |                      |
| 3           | ESP Mayte Martínez  | 1:59.72 (q) | Recorde da temporada |
| 4           | MAR Hasna Benhassi  | 2:00.06     |                      |
| 5           | GBR Jemma Simpson   | 2:00.57     |                      |
| 6           | USA Geena Gall      | 2:01.30     |                      |
| 7           | CUB Zulia Calatayud | 2:01.53     |                      |
| 8           | FRA Élodie Guégan   | 2:04.38     |                      |

| Semifinal 2 | Semifinal 2                   | Semifinal 2 | Semifinal 2          |
| Pos.        | Atleta                        | Tempo       | Notas                |
| ----------- | ----------------------------- | ----------- | -------------------- |
| 1           | RSA Caster Semenya            | 1:58.66 (Q) |                      |
| 2           | GBR Jennifer Meadows          | 1:59.45 (Q) |                      |
| 3           | KEN Janeth Jepkosgei Busienei | 1:59.47 (q) |                      |
| 4           | USA Hazel Clark               | 1:59.96     | Recorde da temporada |
| 5           | RUS Svetlana Klyuka           | 2:00.48     |                      |
| 6           | UKR Tetiana Petlyuk           | 2:00.90     |                      |
| 7           | SVK Lucia Klocová             | 2:01.56     |                      |
| 8           | GUY Marian Burnett            | 2:02.75     |                      |
|             | MAR Halima Hachlaf            | DNF         |                      |

| Semifinal 3 | Semifinal 3              | Semifinal 3 | Semifinal 3 |
| Pos.        | Atleta                   | Tempo       | Notas       |
| ----------- | ------------------------ | ----------- | ----------- |
| 1           | ITA Elisa Cusma Piccione | 2:00.62 (Q) |             |
| 2           | GBR Marilyn Okoro        | 2:01.01 (Q) |             |
| 3           | POL Anna Rostkowska      | 2:01.40     |             |
| 4           | RUS Elena Kofanova       | 2:02.02     |             |
| 5           | JAM Kenia Sinclair       | 2:02.31     |             |
| 6           | CZE Lenka Masná          | 2:02.55     |             |
| 7           | USA Maggie Vessey        | 2:03.55     |             |
|             | KEN Pamela Jelimo        | DNF         |             |

### Final

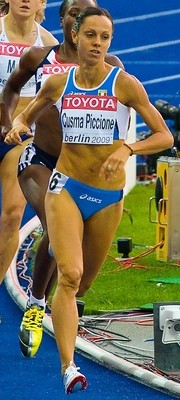
Elisa Cusma Piccione, sexta colocada da prova.

Estes são os resultados da final:
| Pos.              | Atleta                        | Tempo   | Notas                |
| ----------------- | ----------------------------- | ------- | -------------------- |
| Medalha de ouro   | RSA Caster Semenya            | 1:55.45 | Recorde da temporada |
| Medalha de prata  | KEN Janeth Jepkosgei Busienei | 1:57.90 | Recorde da temporada |
| Medalha de bronze | GBR Jennifer Meadows          | 1:57.93 | Recorde pessoal      |
| 4                 | UKR Yuliya Krevsun            | 1:58.00 | Recorde da temporada |
| 5                 | RUS Mariya Savinova           | 1:58.68 |                      |
| 6                 | ITA Elisa Cusma Piccione      | 1:58.81 | Recorde da temporada |
| 7                 | ESP Mayte Martínez            | 1:58.81 | Recorde da temporada |
| 8                 | GBR Marilyn Okoro             | 2:00.32 |                      |

Legenda
| Recorde mundial       | Recorde mundial (World record)               |                       | Recorde africano                      | Recorde africano (African) |                                           | Q | Classificado por posição (Qualified) |
| Recorde do campeonato | Recorde do campeonato (Championship record)  | Recorde da América    | Recorde da América (Americas)         | q                          | Classificado por melhor tempo (Qualified) |   |                                      |
| Melhor marca do ano   | Melhor marca do ano (World leading)          | Recorde asiático      | Recorde asiático (Asian)              | DNS                        | Não largou (Did not start)                |   |                                      |
| Recorde nacional      | Recorde nacional (National record)           | Recorde europeu       | Recorde europeu (European)            | DNF                        | Não terminou (Did not finish)             |   |                                      |
| Recorde pessoal       | Recorde pessoal do atleta (Personal best)    | Recorde da Oceania    | Recorde da Oceania (Oceania)          | DSQ / DQ                   | Desclassificado (Disqualified)            |   |                                      |
| Recorde da temporada  | Recorde da temporada do atleta (Season best) | Recorde sul-americano | Recorde sul-americano (South America) | NM                         | Sem marca (No mark)                       |   |                                      |